# Francisca Celsa dos Santos
Francisca Celsa dos Santos (Cascavel, 21 oktober 1904 – aldaar, 5 oktober 2021) was een Braziliaanse supereeuwelinge en de op de twee na oudste levende mens ter wereld.
De leeftijdsclaim van Dos Santos werd op 9 juli 2020 geaccepteerd door de Gerontology Research Group (GRG). Hierdoor bleek dat ze reeds sinds 16 oktober 2017, toen Luzia Mohrs overleed, de oudste inwoner van Brazilië was. 
Ruim een jaar later, op 21 juli 2021, werd Dos Santos zelfs de oudste inwoner uit Brazilië ooit, nadat ze de leeftijd van Julia Maria Francisca Simao overtrof. Enkele maanden daarna, op 4 oktober 2021, overtrof ze tevens de leeftijd van María Capovilla, waardoor ze de oudste persoon uit Zuid-Amerika ooit werd. Slechts één dag later overleed Dos Santos.